# Microrégion de Suape
La microrégion de Suape est l'une des quatre microrégions qui subdivisent la mésorégion métropolitaine de Recife de l'État du Pernambouc au Brésil.
Elle comporte deux municipalités qui regroupaient 232 257 habitants après le recensement de 2007 pour une superficie totale de 975 km2.
Elle tire son nom du port de Suape, l'un des principaux du Nordeste, situé à cheval sur les municipalités de Cabo de Santo Agostinho et Ipojuca.

## Municipalités
- Cabo de Santo Agostinho
- Ipojuca